# Pourrain
Pourrain település Franciaországban, Yonne megyében. Lakosainak száma 1284 fő (2022. január 1.). Pourrain Lindry, Diges, Escamps, Beauvoir, Chevannes és Parly községekkel határos.

## Népesség
A település népességének változása:
| Lakosok száma | 1446 | 1421 | 1445 | 1403 | 1395 | 1392 | 1356 | 1320 | 1284 |
|               | 2013 | 2015 | 2016 | 2017 | 2018 | 2019 | 2020 | 2021 | 2022 |